# Constantin Herold
Constantin Herold (Moreni, 4 febbraio 1912 – Bucarest, 28 luglio 1984) è stato un cestista e allenatore di pallacanestro rumeno.

## Carriera
Con la Romania ha disputato i Campionati europei del 1947.
Da allenatore ha guidato la Romania a due edizioni dei Campionati europei (1959, 1961).